# Фиджи на летних Олимпийских играх 1988
Фиджи принимали участие в Летних Олимпийских играх 1988 года в Сеуле (Корея) в седьмой раз за свою историю, но не завоевали ни одной медали. Сборную страны представляли 23 спортсмена (в том числе - 4 женщины), принимавших участие в соревновавниях по боксу, дзюдо, лёгкой атлетике, парусному спорту и плаванию.

## Бокс
Спортсменов — 2
| Спортсмен           | Категория | 1/32 финала          | 1/16 финала              | 1/8 финала           | 1/4 финала           | Полуфинал            | Финал                |
| Спортсмен           | Категория | Соперник и результат | Соперник и результат     | Соперник и результат | Соперник и результат | Соперник и результат | Соперник и результат |
| ------------------- | --------- | -------------------- | ------------------------ | -------------------- | -------------------- | -------------------- | -------------------- |
| Апете Темо          | 63,5 кг   | -                    | Умберто Родригес Пор RSC | Не прошёл            | Не прошёл            | Не прошёл            | Не прошёл            |
| Исимели Лесивакаруа | 67 кг     | Сёрен Антман Пор RSC | Не прошёл                | Не прошёл            | Не прошёл            | Не прошёл            | Не прошёл            |

## Дзюдо
Спортсменов — 3
| Спортсмен            | Категория | 1/32                          | 1/16                         | 1/8                  | 1/4                  | 1/2                  | 1-й доп. раунд          | Утешит. четвертьфинал | Утешит. полуфинал    | За 3 место           | Финал                |                      |
| Спортсмен            | Категория | Соперник Результат            | Соперник Результат           | Соперник Результат   | Соперник Результат   | Соперник Результат   | Соперник Результат      | Соперник Результат    | Соперник Результат   | Соперник Результат   | Соперник Результат   |                      |
| -------------------- | --------- | ----------------------------- | ---------------------------- | -------------------- | -------------------- | -------------------- | ----------------------- | --------------------- | -------------------- | -------------------- | -------------------- | -------------------- |
| Симионе Куруволи     | До 78 кг  | Содномин Эрхембаяр пор. иппон | Закончил выступление         | Закончил выступление | Закончил выступление | Закончил выступление | Закончил выступление    | Закончил выступление  | Закончил выступление | Закончил выступление | Закончил выступление |                      |
| Джосатеки Басалусалу | До 86 кг  | -                             | Владимир Шестаков пор. иппон | Не прошёл            | Не прошёл            | Не прошёл            | Чу Хенг-Ан пор. вазаари | Закончил выступление  | Закончил выступление | Закончил выступление | Закончил выступление |                      |
| Вильям Такаява       | До 95 кг  |                               | Стефан Трайнё пор. иппон     | Закончил выступление | Закончил выступление | Закончил выступление | Закончил выступление    | Закончил выступление  | Закончил выступление | Закончил выступление | Закончил выступление | Закончил выступление |

## Лёгкая атлетика
Спортсменов — 8
Мужчины
| Спортсмен             | Вид                   | Забег     | Забег | Четвертьфинал | Четвертьфинал | Полуфинал | Полуфинал | Финал     | Финал     |
| Спортсмен             | Вид                   | Результат | Место | Результат     | Место         | Результат | Место     | Результат | Место     |
| --------------------- | --------------------- | --------- | ----- | ------------- | ------------- | --------- | --------- | --------- | --------- |
| Малони Боле           | 100м                  | 11,19     | 7     | Не прошёл     | Не прошёл     | Не прошёл | Не прошёл | Не прошёл | Не прошёл |
| Малони Боле           | 200м                  | 22,44     | 5     | Не прошёл     | Не прошёл     | Не прошёл | Не прошёл | Не прошёл | Не прошёл |
| Джо Родэн             | 400м                  | 48,69     | 7     | Не прошёл     | Не прошёл     | Не прошёл | Не прошёл | Не прошёл | Не прошёл |
| Джо Родэн             | 400м с барьерами      | 53,66     | 8     | Не прошёл     | Не прошёл     | Не прошёл | Не прошёл | Не прошёл | Не прошёл |
| Луи Муавеси           | 800м                  | 1.54,48   | 7     | Не прошёл     | Не прошёл     | Не прошёл | Не прошёл | Не прошёл | Не прошёл |
| Мозес Зарак Хан       | 1500м                 | 4.03,20   | 13    | Не прошёл     | Не прошёл     | Не прошёл | Не прошёл | Не прошёл | Не прошёл |
| Бинеш Прасад          | 10000м                | 33.30,43  | 21    | Не прошёл     | Не прошёл     | Не прошёл | Не прошёл | Не прошёл | Не прошёл |
| Бинеш Прасад          | Марафон               |           |       |               |               |           |           | 2:41.50   | 76        |
| Альберт Миллер        | 110м с барьерами      | 14,86     | 7     | Не прошёл     | Не прошёл     | Не прошёл | Не прошёл | Не прошёл | Не прошёл |
| Десятиборье           | 110м с барьерами      |           |       |               |               |           |           | 7016      | 32        |
| Давендра Пракаш Сингх | 3000м с препятствиями | 9.23,50   | 10    | Не прошёл     | Не прошёл     | Не прошёл | Не прошёл | Не прошёл | Не прошёл |

Женщины
| Спортсмен       | Вид              | Забег     | Забег | Четвертьфинал | Четвертьфинал | Полуфинал | Полуфинал | Финал           | Финал     |
| Спортсмен       | Вид              | Результат | Место | Результат     | Место         | Результат | Место     | Результат       | Место     |
| --------------- | ---------------- | --------- | ----- | ------------- | ------------- | --------- | --------- | --------------- | --------- |
| Сайниана Тукана | 100м с барьерами | 15,50     | 7     | Не прошла     | Не прошла     | Не прошла | Не прошла | Не прошла       | Не прошла |
| Сайниана Тукана | Семиборье        |           |       |               |               |           |           | Не финишировала | -         |

## Парусный спорт
Спортсменов — 5
| Спортсмен                              | Класс          | Гонка | Гонка | Гонка | Гонка | Гонка | Гонка | Гонка | Результат | Место |
| Спортсмен                              | Класс          | 1     | 2     | 3     | 4     | 5     | 6     | 7     | Результат | Место |
| -------------------------------------- | -------------- | ----- | ----- | ----- | ----- | ----- | ----- | ----- | --------- | ----- |
| Колин Филп-мл.                         | Финн           | dnf   | 30    | 26    | 24    | 24    | dqf   | 20    | 194       | 29    |
| Дэвид Эшби Колин Данлоп Колин Филп-ст. | Солинг         | 20    | 19    | 17    | 20    | 15    | 20    | 16    | 143       | 19    |
| Энтони Филп                            | Парусная доска | 28    | dqf   | 18    | 23    | 18    | 27    | dnf   | 196       | 28    |

## Плавание
Спортсменов — 5
Мужчины
| Спортсмен    | Вид                | Заплыв    | Заплыв | Финал     | Финал     |
| Спортсмен    | Вид                | Результат | Место  | Результат | Место     |
| ------------ | ------------------ | --------- | ------ | --------- | --------- |
| Уоррен Сорби | 50м вольный стиль  | 25,64     | 57     | Не прошёл | Не прошёл |
| Уоррен Сорби | 100м вольный стиль | 56,66     | 66     | Не прошёл | Не прошёл |
| Джейсон Чуте | 50м вольный стиль  | 26,46     | 62     | Не прошёл | Не прошёл |
| Джейсон Чуте | 100м вольный стиль | 58,14     | 70     | Не прошёл | Не прошёл |
| Джейсон Чуте | 200м вольный стиль | 2.09,05   | 60     | Не прошёл | Не прошёл |

Женщины
| Спортсмен      | Вид                       | Заплыв    | Заплыв | Финал     | Финал     |
| Спортсмен      | Вид                       | Результат | Место  | Результат | Место     |
| -------------- | ------------------------- | --------- | ------ | --------- | --------- |
| Сина Манч      | 50м вольный стиль         | 28,55     | 39     | Не прошла | Не прошла |
| Сина Манч      | 100м вольный стиль        | 1.03,06   | 52     | Не прошла | Не прошла |
| Сина Манч      | 200м вольный стиль        | 2.18,45   | 44     | Не прошла | Не прошла |
| Сина Манч      | 100м баттерфляй           | 1.12,03   | 38     | Не прошла | Не прошла |
| Анджела Бирч   | 50м вольный стиль         | 29,01     | 44     | Не прошла | Не прошла |
| Анджела Бирч   | 100м вольный стиль        | 1.02,91   | 51     | Не прошла | Не прошла |
| Анджела Бирч   | 200м вольный стиль        | 2.16,79   | 43     | Не прошла | Не прошла |
| Анджела Бирч   | 100м на спине             | 1.13,48   | 37     | Не прошла | Не прошла |
| Анджела Бирч   | 200м комплексное плавание | 2.39,20   | 35     | Не прошла | Не прошла |
| Шэрон Пикеринг | 100м на спине             | 1.12,14   | 36     | Не прошла | Не прошла |
| Шэрон Пикеринг | 200м на спине             | 2.36,99   | 32     | Не прошла | Не прошла |
| Шэрон Пикеринг | 100м баттерфляй           | 1.10,51   | 37     | Не прошла | Не прошла |
| Шэрон Пикеринг | 200м комплексное плавание | 2.35,22   | 34     | Не прошла | Не прошла |